# One-way (шліц)
One-way (переклад: англ. односпрямований) — спеціальний вид шліца різьбових кріпильних виробів та викруток для них, передбачений лише для закручування.

## Використання
Кріпильні вироби з шліцом One-way можуть використовуватися в громадських місцях, щоб захистити конструкції від вандалізму.